# Сможе
Смо́же (пол. Smorze) — село в Україні, у Козівській сільській громаді Стрийського району Львівської області. Раніше було містечком і мало Магдебурзьке право. Населення становить 655 осіб. До 2020 року орган місцевого самоврядування — Козівська сільська рада.

## Географія

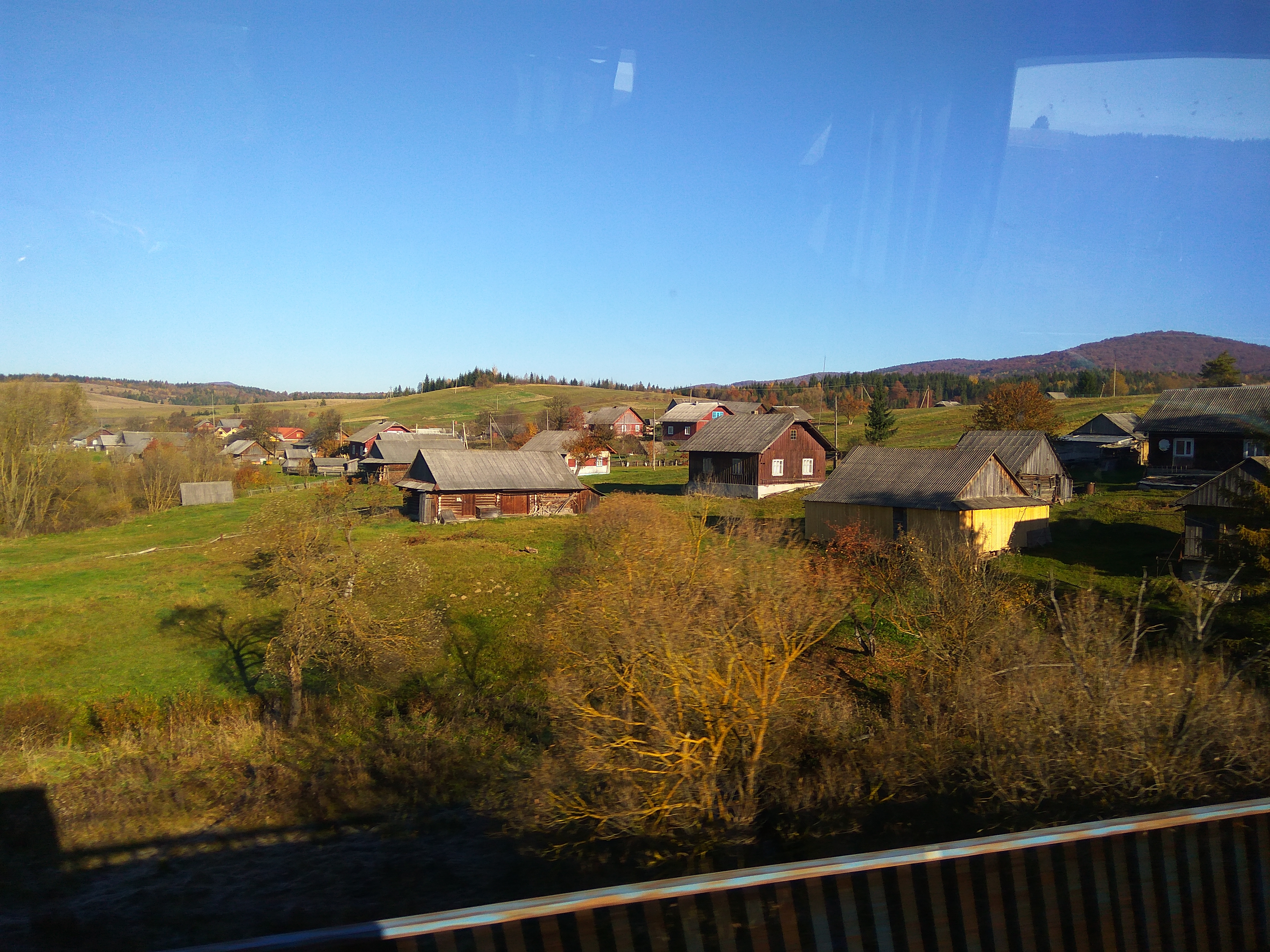
Типова архітектура та краєвид у Сможі (2018)

Село Сможе розташоване на південних схилах хребта Довжки, в долині річки Сможанка, яка на схід від села впадає в річку Стрий. Неподалік від села розташовані заповідні урочища «Довжки» і «Гаї», а також пралісова пам'ятка природи «Сможанська».
У селі течуть гірські потоки Поточинки, Бахінський та Красний впадають у річку Сможанку.
Село розташоване при підніжжі гір:
- Гостилів — на південь від села, висота 1017 м;
- Довжка — на північному заході, висота 1040,7 м;
- Кичера — на південному заході, висока 965 м.

Клімат перехідний від помірно-теплого західноєвропейського до континентального східноєвропейського. Середньорічна температура повітря +5,3°C. Максимальна температура повітря +34°C, мінімальна — –36,9°C.

## Походження назви
За місцевою легендою назва Сможе (Сморже) походить від грибів:
«Кілько ту сморжів родится в лісах? Міхами носят. А давно тих лісів було щи ни тілько і всягди повно сморжів. Єдна людина могла за пару годин набрати їх тілько, що треба було фіров везти. Вся ота місцевість називалася Сморже. За тоти гриби, певно, знало не менче людий по світу, як про ярмарки на волів, що ту були, коли наше село містом величали. То дуже файно Франко описав… Письменник любив і за грибами походити, і пстругів наїмати в Стрию. Як бувало набере грибів, то каже, що дуже справедливо назвали наше містечко Сморжев».
Західна частина села історично іменувалася Містечко Сможе (пол. Smorze Miasteczko, івр. סמוז'ה מיאסטצקו), а східна — Сможе Долішнє, Сможе Нижнє. Вживалися також назви Сморже, Сморже Містечко, Сморже Долішнє, Сморже Нижнє.

## Населення
У 1921 році серед іншого населення в Містечку Сможе проживало 129 євреїв.
У 1968 році населення становило 851 особу.
Згідно з переписом УРСР 1989 року чисельність наявного населення села становила 583 особи, з яких 295 чоловіків та 288 жінок.
У 1998 році населення становило 615 осіб.
За переписом населення України 2001 року в селі мешкало 655 осіб.
Мова
Розподіл населення за рідною мовою за даними перепису 2001 року.
| Мова       | Відсоток |
| ---------- | -------- |
| українська | 99,69 %  |
| білоруська | 0,15 %   |
| російська  | 0,15 %   |

## Освіта
- з 1900 року — школа однокласна, державна.
- з 1902 року — школа однокласна, навчання українською мовою, учнів греко-католиків — 54.
- з 1909 року — у школі працює два вчителі, греко-католиків — 66.
- у 1930 році — школа однокласна, утраквістична (поєднання державної та громадської), учнів греко-католиків — 50.
- 1998 року — школа неповна середня (9 класів).

## Лісництво
У селі розташована контора Сможанського лісництва, яке входить до складу ДП «Славське лісове господарство» і розташоване у північно-західній його частині на території Сколівського адміністративного району. Загальна площа лісництва — 3148 га. Контора лісництва розташована на відстані 40 км від контори держлісгоспу та 16 км від районного центру. Територія лісництва розділена на 4 майстерські дільниці.
Згідно з лісорослинним районуванням територія лісництва віднесена до Центрально-Європейської провінції Європейської зони, зони широколистяних лісів Східнокарпатської гірської підпровінції смереково-ялицево-букових та смерекових лісів фізико-географічного району Сколівських Бескид.
За характером рельєфу ліси віднесені до гірських, ґрунти — бурі гірсько-лісові, слабоопідзолені. Приблизний щорічний обсяг рубань головного користування та рубок формування й оздоровлення лісів складає: освітлення — 1,4 га, прочищення — 17,3 га, проріджування — 1,7 га, прохідні — 0,5 га, суцільно-санітарні — 27,6 га, вибірково-санітарні рубання — 13,2 га, рубки головного користування — 24,3 га.
Головними породами при створенні лісових культур є ялиця біла, бук лісовий.

## Історія

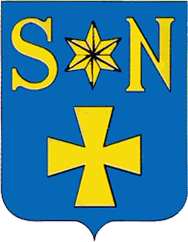
Герб Сможе Нижнього згідно з грамотою, датованою 1760 роком

Королівське село Сможе відоме з 1553 року. Король Август III зробив його містечком, надавши йому 24 жовтня 1760 магдебурзьке право та герб. З тих часів до 1939 року існували Сможе-Містечко та села Верхнє (пол. Górne) та Нижнє (пол. Dolne) або Долішнє Сможе.
У Географічному словнику Королівства Польського в Томі X (виданий в 1889) опис Сможе займає три сторінки:

Сторінка 916[9]
Сторінка 917[10]
Сторінка 918[11]

Географічний словник Королівства Польського та інших країв слов'янських. Том Х
Сможе, містечко Стрийського повіту з селами Сможе Верхнє і Нижнє, з німецькими колоніями — Аннаберг і Фелізенталь, 70 км на південний захід від Стрия, 32 км на південний захід від повітового суду в Сколе, з поштовим відділенням на місці. На північному сході лежать Погар та Орява, на південний схід Тухолька, на південь Климець, на захід Мохнате, північний захід Криве (останні 3 в Турківському повіті). Весь цей район знаходиться в басейні річки Дністер — річка Сможанка, яка починається в селі Аннаберг, тече на північний захід до Мохнатого і впадає з правого боку в Стрий, при цьому вона має з обох сторін безліч малих приток. Забудова знаходиться в долині Сможанки, а саме: з північного заходу Сможе Нижнє, а з північного сходу від неї Сможе Верхнє, далі на південному сході — Фелізенталь, а на сході Аннаберг. На південній околиці гора Добош (1044 м), на північному заході Гостилів (1013 м), на західній околиці Кічера (959 м), на півночі Довжки (1037 м), на північному сході Свинарка (1014 м). Церква знаходиться на висоті 721 м над рівнем моря. Ці місця разом з Карлсдорфом і Нижньою Демнею утворюють одну кадастрову общину. Власність велика («Фундації графа Скарбка»): орні поля — 132 морги, луки і городи — 88 моргів, пасовиська — 107 моргів, ліс — 5351 морг; володіння дрібні: орні поля — 1027 моргів, луки і городи — 387 моргів, пасовиська — 569 моргів, ліс — 587 моргів.
У 1880 році в Сможе Нижньому налічувалось: 84 подвір'їв, 459 мешканців, з них 352 греко-католики, 60 римо-католиків, 47 ізраелітів; 343 русини, 115 німців. У Сможе Верхньому: 27 подвір'їв, 146 мешканців, з них 137 римо-католиків, 9 ізраелітів, 8 поляків і 138 німців. У містечку Сможе було: 29 дворів, 152 мешканці, з них 47 римо-католиків, 34 греко-католиків, 71 жид, 39 поляків, 11 русинів, 90 німців і 9 інших людей. В Аннабергу було: 28 дворів, 146 мешканців (всі римо-католики, німці). У Фелізенталі: 43 двори, 268 мешканців, з них 1 греко-католик, 4 євреї, 4 поляки, 1 русин і 263 німці. На території двору у всіх поселеннях налічувалось: 7 дворів, 34 мешканці, з них 8 римо-католиків, 4 греко-католики, 19 ізраелітів, 10 поляків, 4 русини, 20 німців. Римо-католицька парафія, яка спочатку знаходилась в селі Климець, і яка була утворена у 1843 році на кошти Кароля Шейфа — дідича Сможого — переїхала до Фелізенталя у 1861 році. До парафії, а швидше до капеланії (деканату Стрийського) належать: Аннаберг, Карлсдорф, Гутар, Кальне, Климець, Плав'є, Тухолька, Вижлів і Жупане.
У Фелізенталі є дерев'яний костел, побудований та освячений у 1861 році у свято Яна Непомуцького. Парафія греко-католицька в Сможе, деканат Сколівський. У селі є церква святого Михайла. У Сможе і Фелізенталі є постійна громадська школа (1 клас) і загальна школа в Аннабергу. В Сможе є водяна пилорама з 3 приводами і 3 пилами звичайними, яка переробляє на рік 2600 м³ ялиці і смереки й продукує 1530 м³ дощок і брусів.
За часів Речі Посполитої Сможе було власністю корони. У рукописі Оссолінських (№ 2837, С. 83) читаємо: 
| А. 1553 die 10 octobris. Varsaviae. Privilegium Bonae Reginae Provido Varchol Sculteto datum, locandi villam circa fluvium Smoża, a graniciebus Hungariae Beskid et Capitaneatus Stryjensis, Smożna Wola appellandam. In qua ad scultetiam area una integra in eadem villa, altera vero in solitudine ipsi emensuranda, cum tertia parte dationum, cum facultate in fluvio Smożna molendinum extruendi, emolumentaque percipiendi adjungitur. Cui Sculteto Coloni annuatim unum arare, alterum falcastrare diem, tortasque et alia praestare obligantur. Ratione quorum Scultetus annuatim pro statione duos florenos solvere et expeditionem bellieam subire obstringitur. Confirmatio Sigismundi Augusti А. 1558 |
Август III привілеєм від 24 жовтня 1760 року село Сможе вніс до розряду міст. Привілей цей, до цього часу не оголошений, звучить так:
| Засвідчуємо нинішнім нашим привілеєм, що з урахуванням суспільного блага і для укріплення королівства нашого, яке походить і опирається на міста добротні, а також на рекомендовані нам заслуги перед нами і Річчю Посполитою, які добре свідчать про уродженого Йосипа Марковського — суддю земського Подільського — дозволяємо, щоб розміщеному на землі нашій королівській у воєводстві руському землі перемишльської селу Сможе Нижнє, яке зветься так віддавна і знаходиться в довічному підпорядкуванні того ж уродженого Йосипа Марковського, змінити статус з села на місто під тим же іменем — «Сможе Нижнє», і йому ж, це місто через повагу до нас і ласкою нашою королівською віддаємо, владою нашою королівською вручаємо йому назване місто і наказуємо на кшталт інших міст коронних головніших утримувати, будувати, канавами, ровами, водою згідно з власними уподобаннями обвести, міщан, купців, мануфактурників і майстрів різних, громадян, різного стану і роду людей поселяти, будь-які товари звозити, виробляти і продавати. В такий спосіб утворене місто буде зватись — Сможе Нижнє, а герб і печатка для скріплення актів, листів і справ своїх міських назавжди буде мати у вигляді кавалерського золотого хреста із зіркою палаючою над ним між початковими буквами назви міста на синьому полі. Для того, щоб місто добре і поважно управлялось і розбудовувалось, нашою королівською милістю, право тевтонське, яке зветься магдебурзьким, а також будь-які інші свободи, надання і прерогативи, які інші коронні міста наші застосовують, цьому ж місту нашому новоутвореному, званому Сможе Нижнє, ласкаво надаємо. Скасовуються також попередні польські закони і звичаї, котрі суперечать магдебурзькому праву. Особливо наголошуємо, що згадане місто повинно управлятись і будуватись на зразок найближчих головніших міст. Власник міста теперішній і майбутні власники повинні обрати і призначити уряди: міський, війтівський, радничий і лавничий, а також створити і скоординувати економічний уряд, описати міські пожитки і будівлі. Магістрат, утворений з цих всіх урядів, буде провадити справи (окрім кримінальних, в справі яких потрібно буде звертатись до головнішого міста) по виявленню людей свавільних, безбожних, котрі скоїли злочини в місті або в іншому краї, при скоєнні нових злочинів їх лапати, судити і карати по закону. Магістрат також буде мати право всякі ремісничі братства і цехи засновувати, угоди укладати, а також майстрів досконалих в своїй справі наймати, челядь добре навчену визволяти і визволених до міського права на рівні з іншими будь-якого роду людьми, окрім тих, котрих громадянське право від суспільства віддаляє, приймати. Схвалюючи право на справедливий суд, всіх громадян названого міста і кожного окремо від юрисдикції судів трибунальних земських в справах великих і малих відокремлюємо, а тільки самому суду нашому і міському суду підпорядковуємо. Крім того, щоб також наше місто, зване Сможе Нижнє, завдяки нашій щедрості і ласці швидше зростало і збагачувалось, ми владою і повагою нашою королівською надаємо цьому місту дозвіл на проведення двох ярмарків кожного року, а саме: перший 15 дня липня місяця, другий 7 дня листопада місяця згідно з польським календарем, від сьогодні і назавжди, і кожний ярмарок 3 дні тривати має. На ці ярмарки 2 рази в рік в призначені нами дні до названого міста дозволяється всякому народу – купцям та іншим людям – приїжджати, там же всякі товари та інші речі, які для людського вжитку придатні, продавати, купувати, обмінювати, кіньми та іншим бидлом торгувати, розмаїті справи і всілякі контракти укладати і провадити під наглядом і захистом права громадянського, в той же час на допускаючи таких, які громадянське право відкидає і забороняє. І нарешті всіляких свобод і прав, на зразок ближніх головніших міст в цьому ж воєводстві розміщених, міщанам нашим, що служать вірно громадянському праву, нинішнім нашим привілеєм спокійно вживати дозволяємо. Для того, щоб всі разом і кожен окремо, кому належить, знали про цей привілей і цю новину, наказуємо: укласти книги, в які вписати кожного ознайомленого за підписом і підтвердженням возного, а також вимагати від кожного дотримання і не порушення на вічні часи права нашого королівського, права Речі Посполитої і права костелу святого римо-католицького». У переписі від 1686 року (рукопис Оссолінських, № 1255, стор. 240) читаємо: «Село це, яке належить до землі Ілініцької, відокремлене від самбірської економії і її орендарями є Кропивницькі, які на цю оренду ніяких прав не оформили. |
Згідно з інвентаризацією від 1768 року Сможе було з війтівством в цьому селі у володінні Міхала Зельонки, підкоморного львівського, з комісією 2 607 злотих польських, 18 грошів. Зайняте війтівство у 1789 році. При аукціоні у 1829 році отримав село Вацлав Гудець за 27 450 злотих.
Переклад з польської: Юрія Еміліяновича Вацика

У 1845 році табулярну маєтність Сможе купив граф Станіслав Марцін Скарбек — фундатор теперішнього Національного академічного українського драматичного театру імені Марії Заньковецької (Львів).
Сможе було містечком з ратушею, декількома крамницями та ремісничими майстернями. Населення тоді становило 200 мешканців. Двічі на рік тут проводили триденні ярмарки. За австрійських часів неподалік було засновано три німецькі колонії: Аннаберґ (нині село Нагірне), Карлсдорф (існувало до початку другої світової війни на західній околиці села Климець) та Феліцієнталь (нині село Долинівка).
У архівах відмічено:
- з 1882 року — повітове староство знаходилося у Стрию.
- з 1886 року — наявність «пошти на місці».
- з 1896 року — податковий уряд, суд — в Сколе.
- з 1898 року — телефон у Тухольці, а з 1899 року — телефон на місці.
- з 1902 року — пошта і телефонна станція на місці, залізниця в Лавочному.

Під час Першої світової війни поблизу села точилися запеклі бої, свідченням чому є залишки військових поховань австро-угорських солдатів на сільському цвинтарі.

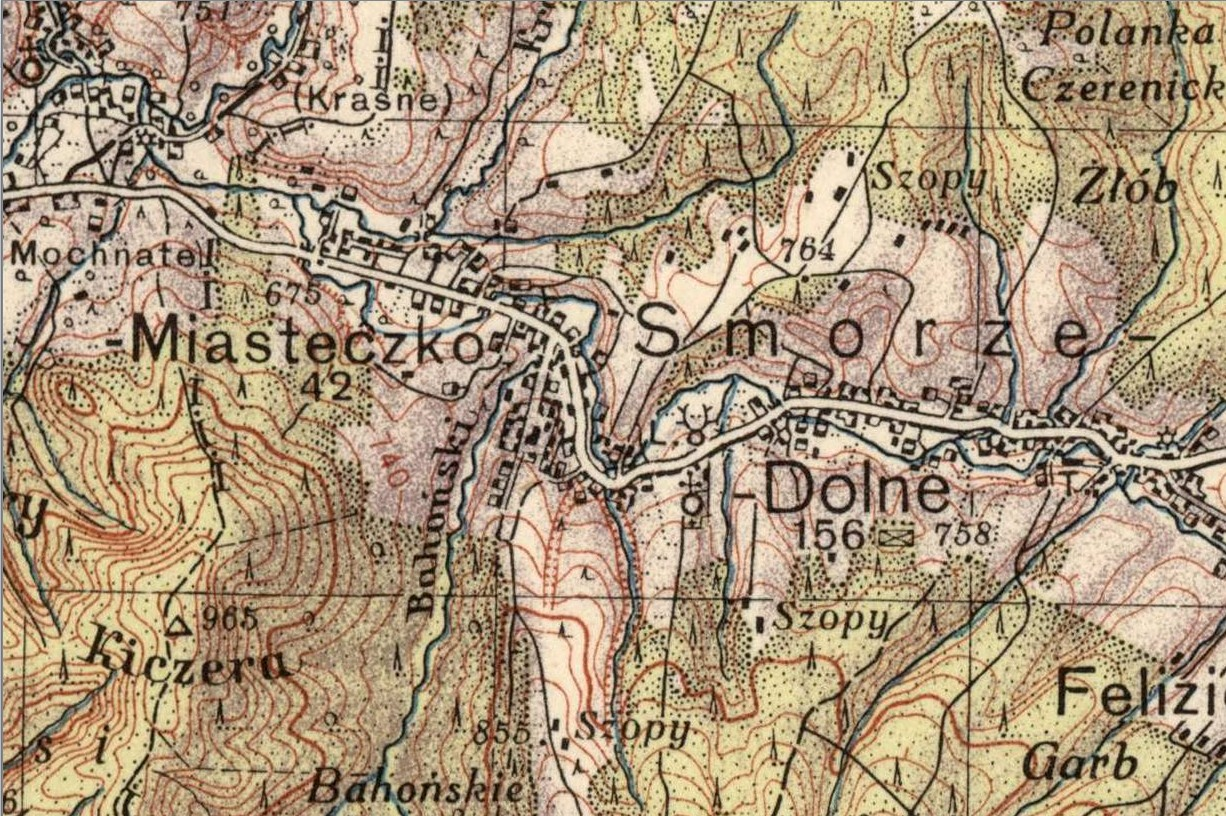
Фрагмент з карти польської армії 1931 року

У 1939 році в селі Сморже Долішнє проживало 960 мешканців (550 українців-греко-католиків, 90 поляків, 90 євреїв і 230 німців), а в селі Сморже Містечко проживало 300 мешканців (40 українців-греко-католиків, 100 поляків, 150 євреїв і 10 німців).
В лісах поблизу села відбувалися сутички боївок ОУН з МВС — зокрема 20 жовтня 1947 та 19 листопада 1948.
У 1967 році, з нагоди 50-річчя Жовтневої революції, біля сільської ради був відкритий окупаційний пам'ятник «землякам, що загинули під час німецько-радянської війні та від рук українських буржуазних націоналістів».

## Церква і парафія Святого Михайла
Плебанія (будинок для сім'ї священника) збудована з дерева у 1835 році, у 1864 році — знищена грибом.
Храм розташовувався на сільському цвинтарі, біля автошляху міжнародного значення М06. З 1979 року входив до пам'яток архітектури державного, а згодом — національного значення.
У своєму плануванні церква дерев'яна, тризрубна, триверха. Її спорудив відомий у Бескидах майстер Лука Снігур у 1874 році. Унікальністю церкви є закінчення двох бічних об'ємів: перехід від восьмерика до четверика відбувається за допомогою трикутних парусів, що надають храму типово бойківського пірамідального характеру. Церкву оточує піддашшя; з південного боку східного зрубу добудовано приміщення. Уся церква вкрита бляхою.
Дерев'яна двоярусна дзвіниця храму (нижній ярус зрубний, верхній — каркасний) стоїть на південний захід від храму, теж з XIX століття. Дзвіницю перенесли з присілка Сможі — Долинівки.

### Пожежа в церкві
23 березня 2024 року, вранці, внаслідок пожежі вщент церква була знищена. Неушкодженою лишилася лише дзвіниця.

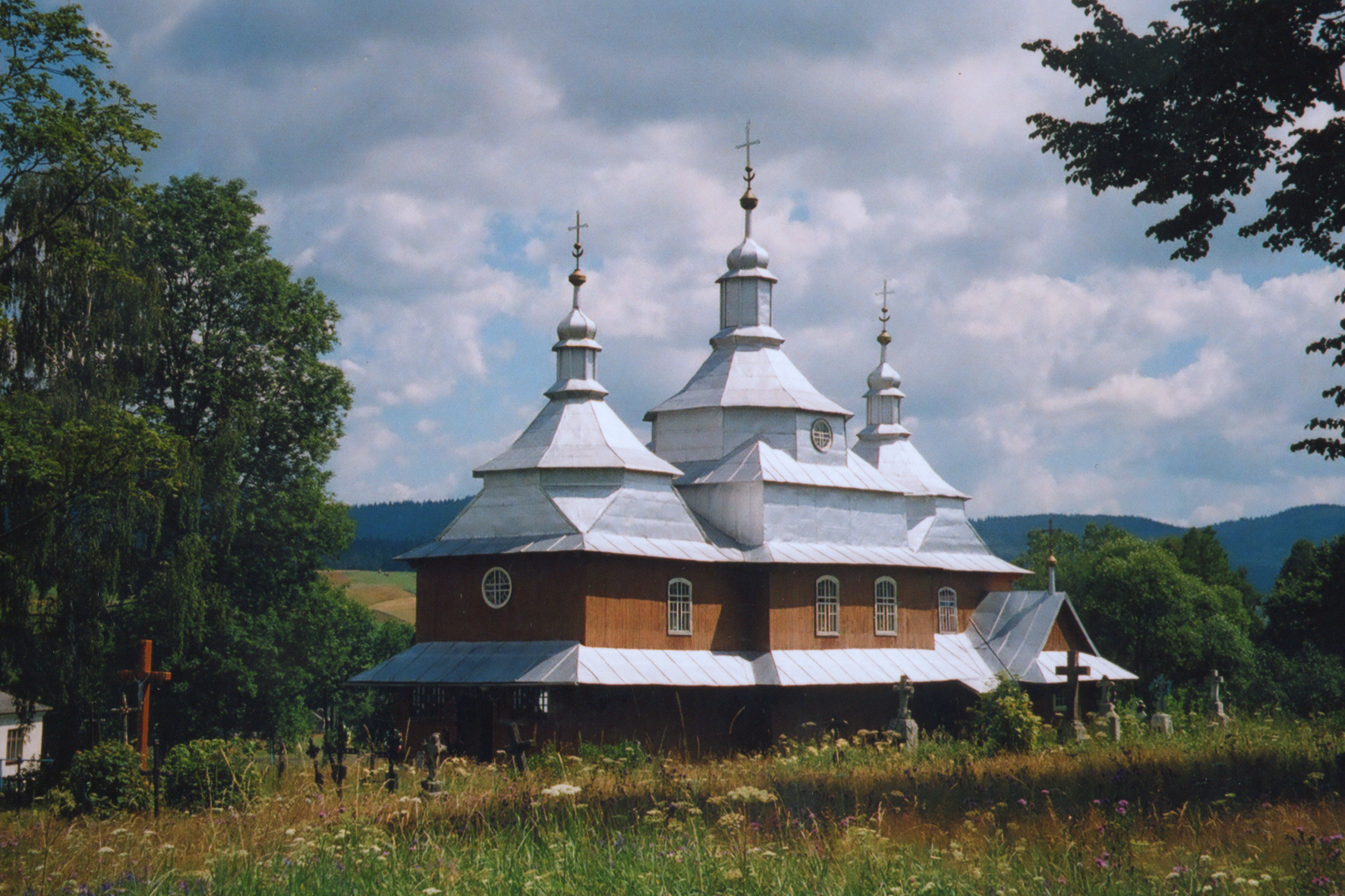
Церква
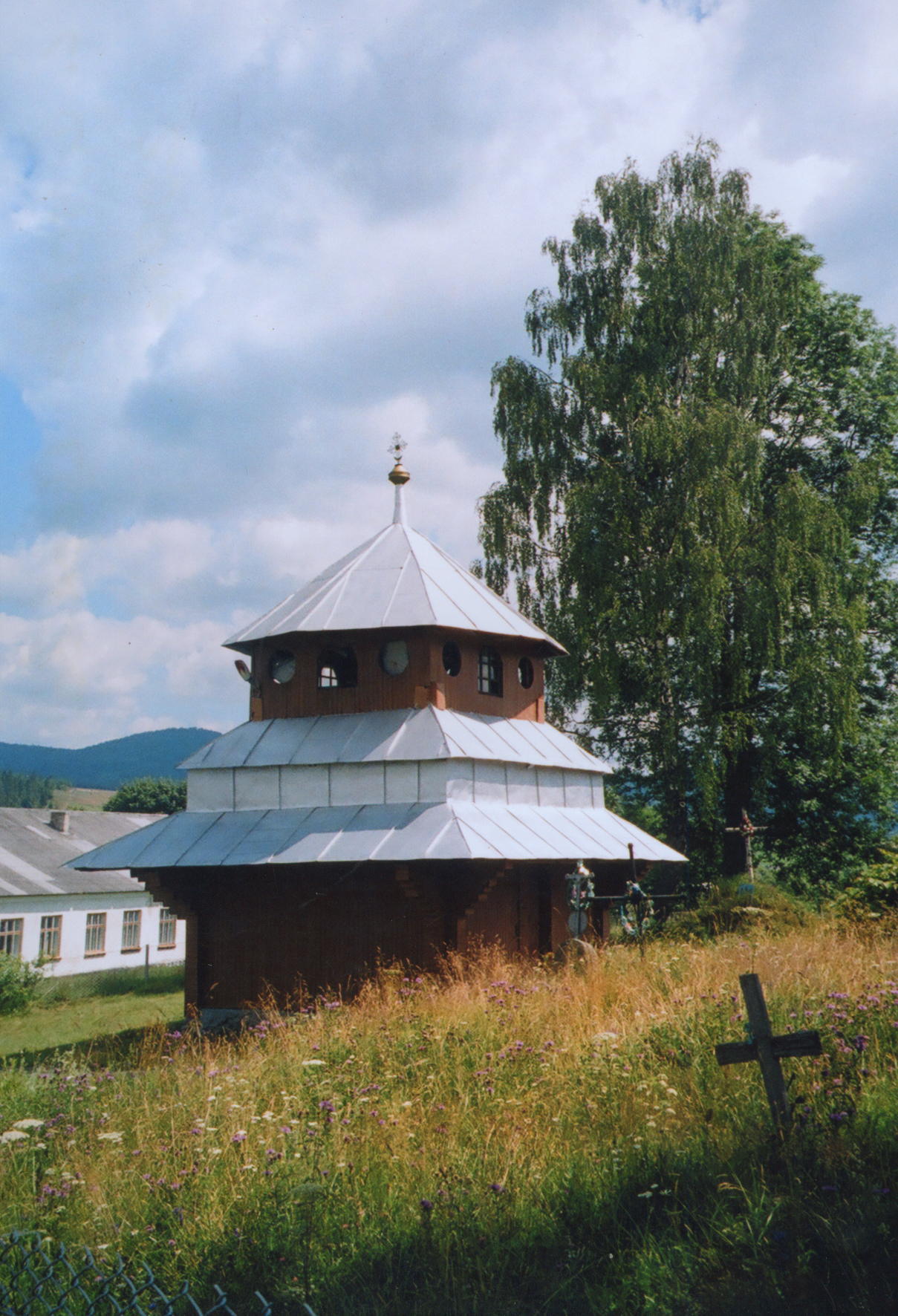
Дзвіниця

## Сможе у художній літературі

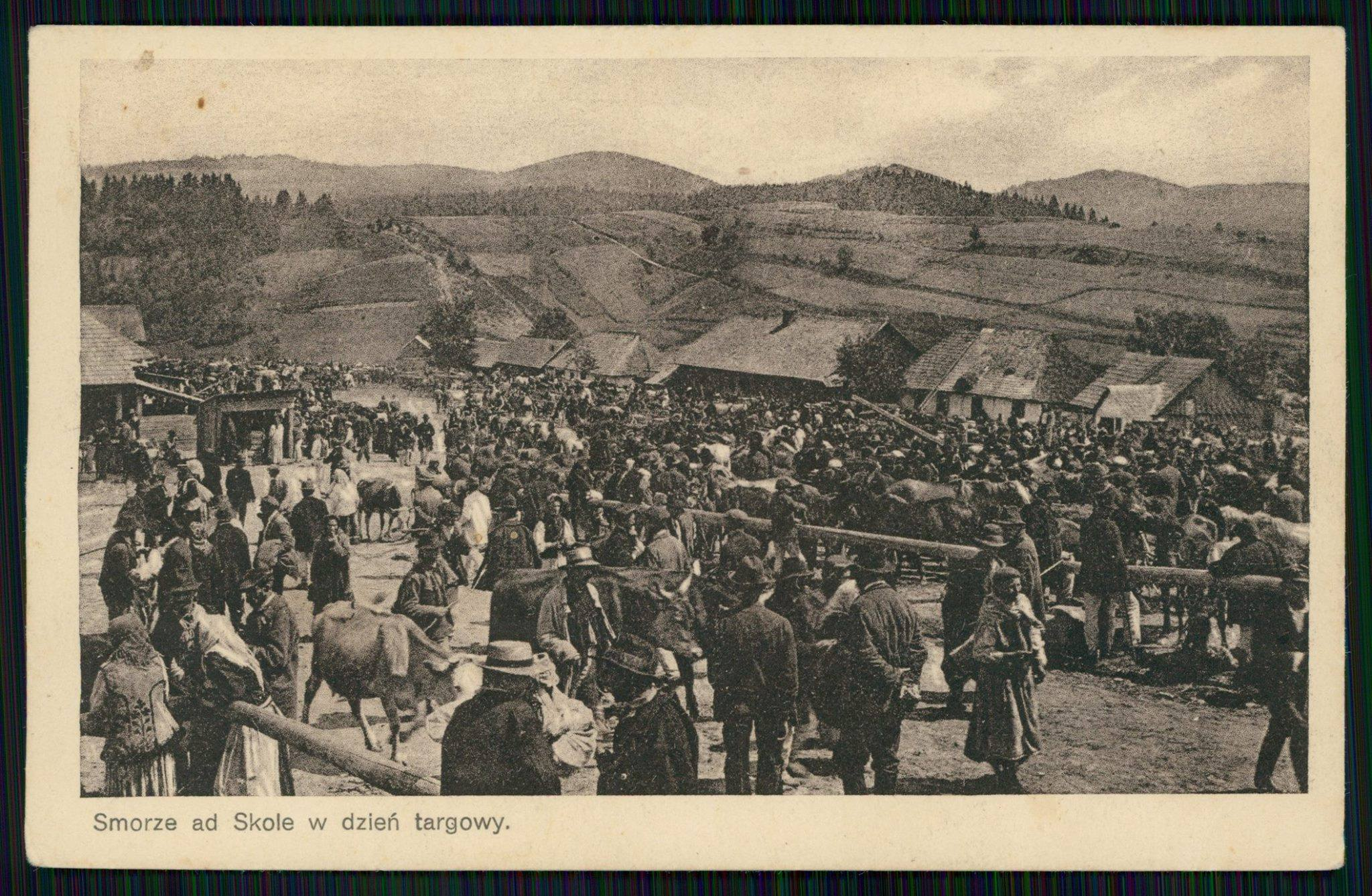
Сможе в торговий день

У серпні 1888 року Іван Франко ходив у містечко Сморже з Карлсдорфа. Свої спостереження письменник використав при написанні нарису «Ярмарок у Сморжу» — унікального матеріалу в етнографічній літературі про бойків.

## Видатні люди

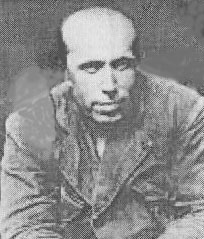
капелан Михайло Блозовський

### Історичні особи
- Марія Бачинська-Донцова, до шлюбу Бачинська (1891, Сморже Долішнє — 1978) — українська поетеса, громадська діячка, журналістка, була одружена з Дмитром Донцовим;
- Отець Михайло Блозовський, «Сноб'як», «Священник» (3 серпня 1902, с. Заріччя (нині частина Золочева)[19]) — 2 квітня 1949) — греко-католицький священник, капелан, діяч «Фронту Національної Єдності» і член його керівної колегії, повстанець[19]. Парох у Сможі 1943—1945;
- Осип Гапій (31 січня 1908, Сморже — 15 січня 2006, Глен Спей, Нью-Йорк, США) «Лісовий Архидідько», «Манька» — один з організаторів та член проводу таборів Тайного Пласту, член куреня Лісові Чорти з 1927 року[20].

### Мартиролог загиблих Сможан:
- Бачинський Роман (30.5.1893 — ?) — випускник Української гімназії в Перемишлі[21]
- Бугрій Василь, син Григорія (1896 — жовтень 1944) — член ОУН, розстріляний гестапівцями
- Бугрій Василь — «Богдан» (1924-24.8.1949) — член юнацтва ОУН, загинув
- Бугрій Василь, син Івана (1926 — 7.8.1948) — повстанець
- Бугрій Григорій, син Юрія (1920—1946) — повстанець
- Бугрій Іван, син Василя і Ганни (1926 — червень 1941) — член ОУН, закатований НКВД
- Бугрій Йосип, син Василя і Ганни (1926—1944) — повстанець
- Бугрій Микола, син Василя і Ганни (1924—1945?) — член ОУН, закатований НКВД
- Бугрій Микола, син Федора (1897 — жовтень 1944) — член ОУН, розстріляний гестапівцями

### Сучасники
- Віктор Винник (нар. 1976, Сколе) — український музикант, лідер рок-гурту «МЕРІ». Батьки Віктора родом зі Сможі.
- Олег Лазор (нар. 1961, Сможе) — український науковець, професор, доктор наук.
- Юрій Пероганич (нар. 1961, Сможе) — український громадський діяч у сфері інформаційних технологій, культури та освіти.